# Textualización
La textualización es el proceso de producción de un texto. Se refiere al momento preciso en el que se juntan palabras para producir un sentido global. Es uno de los conceptos claves del Análisis del discurso.

## Conceptos involucrados
1. La coherencia: Se define como la estructura de los significados subyacentes de un texto. Para darle coherencia a un texto, hay que darle estabilidad. Para esto, es necesario organizar los conceptos y las relaciones de tal forma que el lector pueda interpretarlos adecuadamente. Si esta organización no es ordenada, nuestro texto resultará incoherente y será muy difícil que el lector lo entienda.
2. La cohesión: Se refiere al orden gramatical que subyace dentro de un texto. Tiene que ver con los elementos lingüísticos que ayudan a mantener la coherencia del texto. Entre otros recursos, para darle cohesión a un texto es necesario utilizar de forma adecuada, pronombres (este, esa, él, ella, etc.) y conjunciones (y, o, pero, etc.).
3. La adecuación: Es el conjunto de estrategias textuales que permiten que un texto avance. El progreso de la información de un texto supone que ciertos datos se dan como asimilados y nuevos datos se introducen. En otras palabras, la progresión temática involucra el paso de un tema a otro. Al revisar el texto, es necesario asegurarse que el contenido progrese. Un error que muchas personas cometen es detenerse en el mismo tema a lo largo del texto y repetir lo mismo con palabras distintas, lo cual hace el texto aburrido para el lector.